# Trague

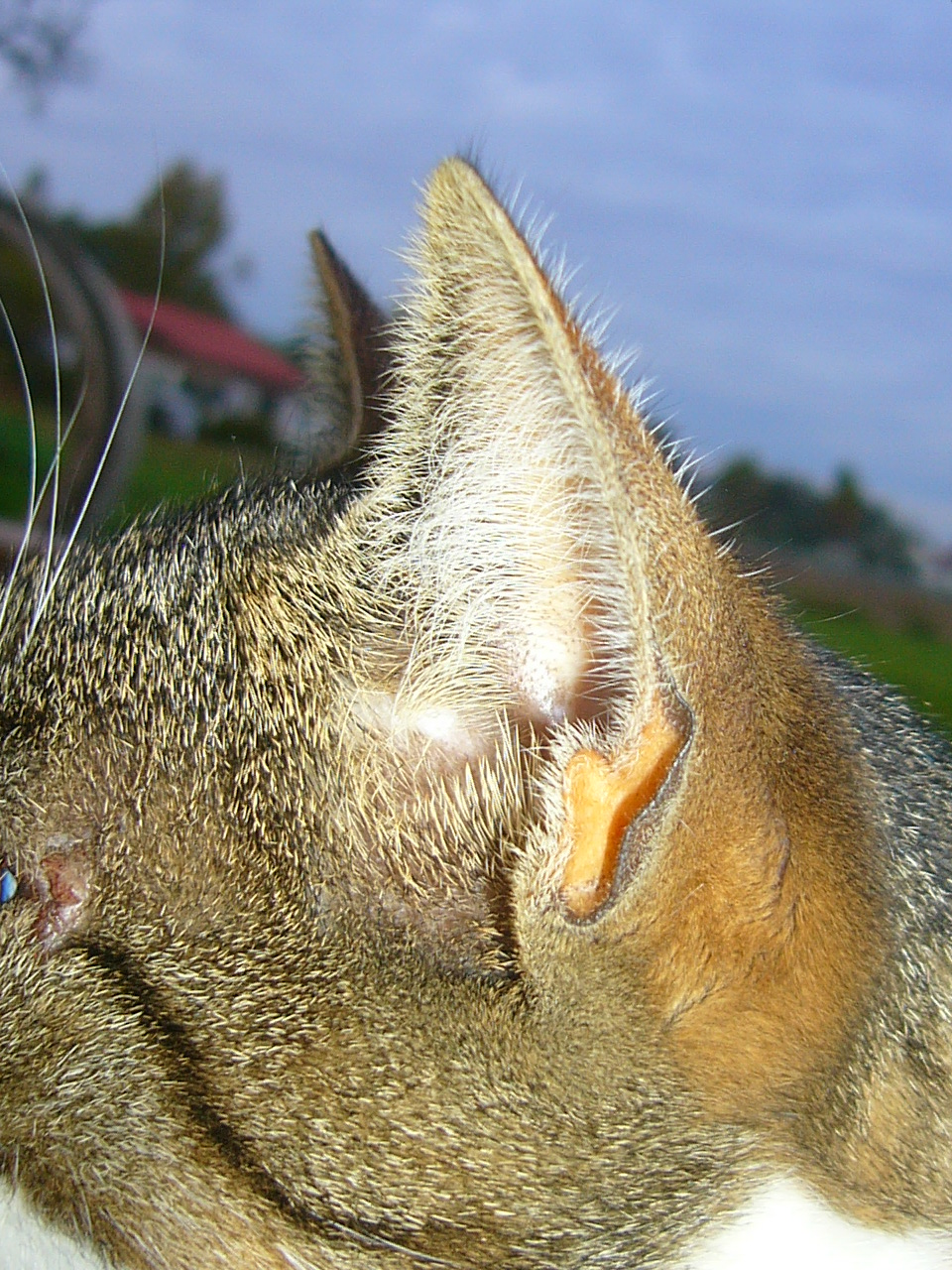
L'antitrague de l'orella d'un gat domèstic. A la part inferior dreta s'aprecia una «butxaca» que contribueix a l'oïda direccional.

El trague o tragus és una petita prominència del pavelló auricular situada a prop del conducte auditiu extern. El terme prové de l'ètim grec tragos ("cabra"), en referència a la semblança del pèl que en cobreix la part inferior amb una barba de cabra.
En els humans, aquesta part del cos no es pot moure per si sola. En altres animals, com en alguns ratpenats és més funcional i pot servir per tapar i protegir el conducte auditiu.
El trague també és una part habitual per posar-hi un pírcing.